# Joseph H. O’Neil

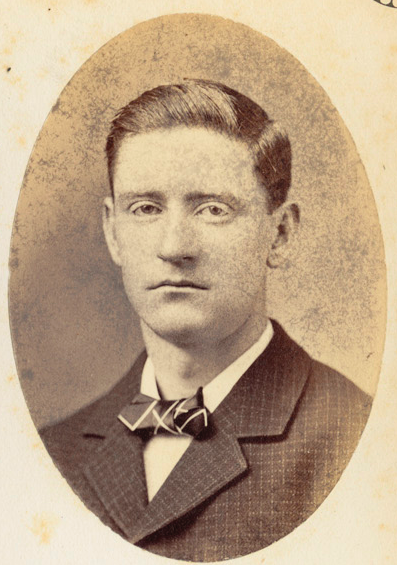
Joseph H. O’Neil

Joseph Henry O’Neil (* 23. März 1853 in Fall River, Massachusetts; † 19. Februar 1935 in Boston, Massachusetts) war ein US-amerikanischer Politiker. Zwischen 1889 und 1895 vertrat er den Bundesstaat Massachusetts im US-Repräsentantenhaus.

## Werdegang
Bereits im Jahr 1854 kam Joseph O’Neil mit seinen Eltern nach Boston, wo er später die öffentlichen Schulen und die Quincy Grammar School besuchte. Zehn Jahre lang arbeitete er als Zimmermann. Gleichzeitig schlug er als Mitglied der Demokratischen Partei eine politische Laufbahn ein. Zwischen 1874 und 1877 gehörte er dem Schulausschuss von Boston an; von 1878 bis 1882 sowie im Jahr 1884 war er Abgeordneter im Repräsentantenhaus von Massachusetts. Ab 1880 war er Mitglied im Vorstand der öffentlichen Einrichtungen von Boston. Während seiner letzten 18 Monate in diesem Gremium hatte er dessen Vorsitz inne. In den Jahren 1887 und 1888 war er als City Clerk für die Stadt Boston tätig.
Bei den Kongresswahlen des Jahres 1888 wurde O’Neil im vierten Wahlbezirk von Massachusetts in das US-Repräsentantenhaus in Washington, D.C. gewählt, wo er am 4. März 1889 die Nachfolge von Patrick Collins antrat. Nach zwei Wiederwahlen konnte er bis zum 3. März 1895 drei Legislaturperioden im Kongress absolvieren. Ab 1893 vertrat er dort den neunten Distrikt seines Staates. Im Jahr 1894 wurde er von seiner Partei nicht mehr zur Wiederwahl nominiert.
Zwischen 1895 und 1899 arbeitete O’Neil als Assistant Treasurer für die Bundesfinanzbehörde in Boston. 1899 gründete er die Bank Federal Trust Co. of Boston, deren Präsident er bis 1922 war. In diesem Jahr entstand daraus die Federal National Bank, deren Vorstandsvorsitzender O’Neil wurde. Diesen Posten bekleidete er bis zu seinem Tod. Im Jahr 1916 war er Delegierter zur Democratic National Convention, auf der Präsident Woodrow Wilson zur Wiederwahl nominiert wurde. Joseph O’Neil starb am 19. Februar 1935 in Boston.